# Mirjana Karanović

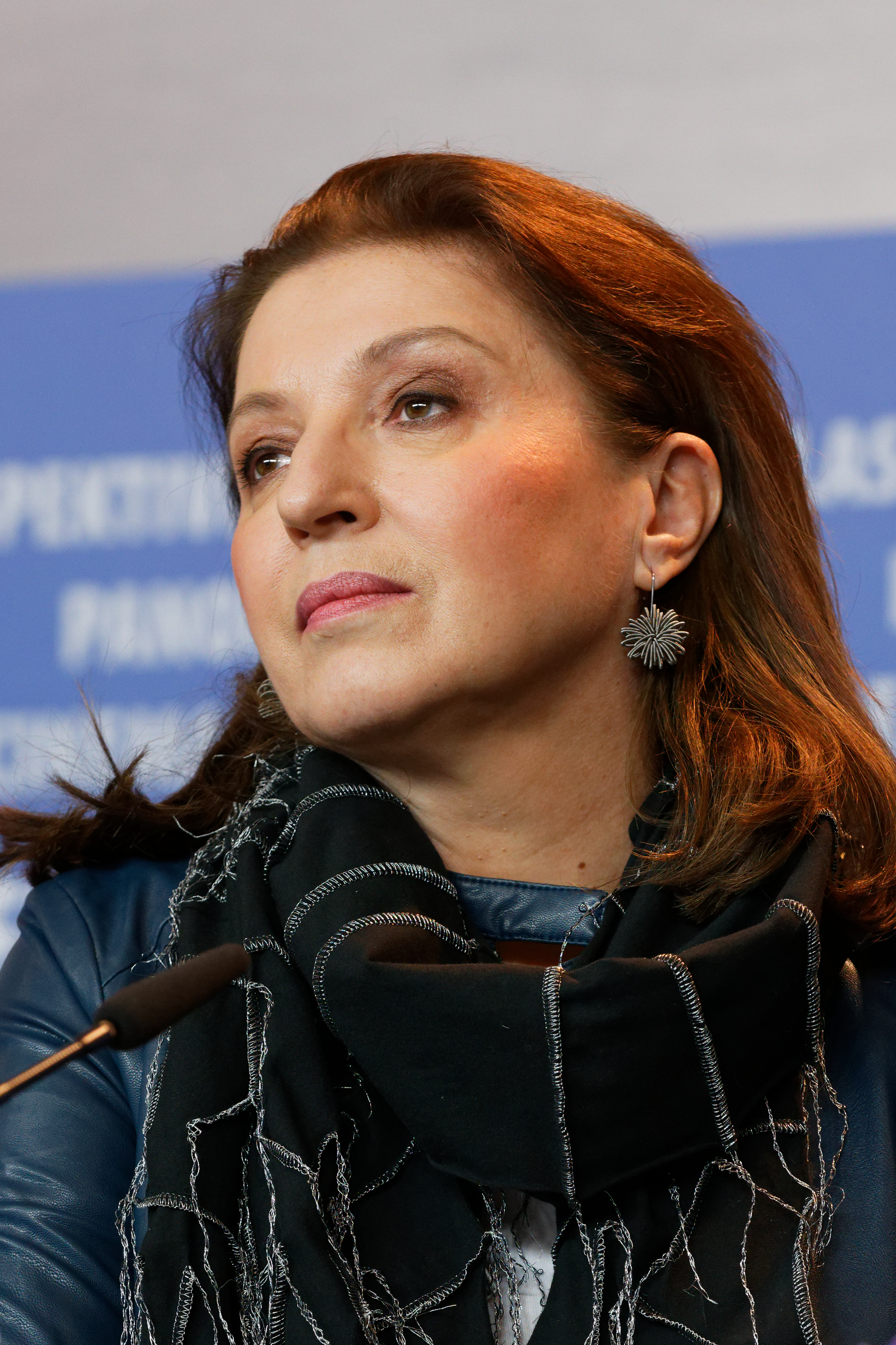
Mirjana Karanović (2017)

Mirjana Karanović (kyrillisch Мирјана Карановић; * 28. Januar 1957 in Belgrad) ist eine jugoslawische beziehungsweise serbische Schauspielerin, Regisseurin und Drehbuchautorin.

## Leben
Karanović hatte 1980 ihr Debüt in dem Film Petrijin venac, in dem sie eine serbische Analphabetin spielte. International bekannt wurde sie dann 1985 durch die Darstellung der Mutter in Emir Kusturicas Film Otac na službenom putu (Papa ist auf Dienstreise).
2003 übernahm sie eine Rolle in dem kroatischen Film Svjedoci mit und war so die erste serbische Schauspielerin, die nach dem Jugoslawienkrieg wieder in Kroatien drehte.
2005 spielte sie unter der Regie von Jasmila Žbanić in dem bosnischen Film Esmas Geheimnis – Grbavica mit, der 2006 bei der Berlinale den Goldenen Bären gewann. Hier stellte sie eine Bosniakin dar, die während des Kriegs in Bosnien-Herzegowina von Serben vergewaltigt wurde.
2016 gab Karanović mit Dobra žena (A Good Wife) ihr Debüt als Regisseurin und Drehbuchautorin. Der Film, in dem sie auch die Hauptrolle übernahm, stellt eine Ehefrau und Mutter aus einem gehobenen Belgrader Vorort in den Mittelpunkt, die mit einer Bruskrebsdiagnose und einem schockierenden Video ihres Mannes konfrontiert wird. Dobra žena gewann Preise auf mehreren internationalen Filmfestivals.
Mirjana Karanović ist Unterzeichnerin der 2017 veröffentlichten Deklaration zur gemeinsamen Sprache der Kroaten, Serben, Bosniaken und Montenegriner.

## Filmografie (eine Auswahl)

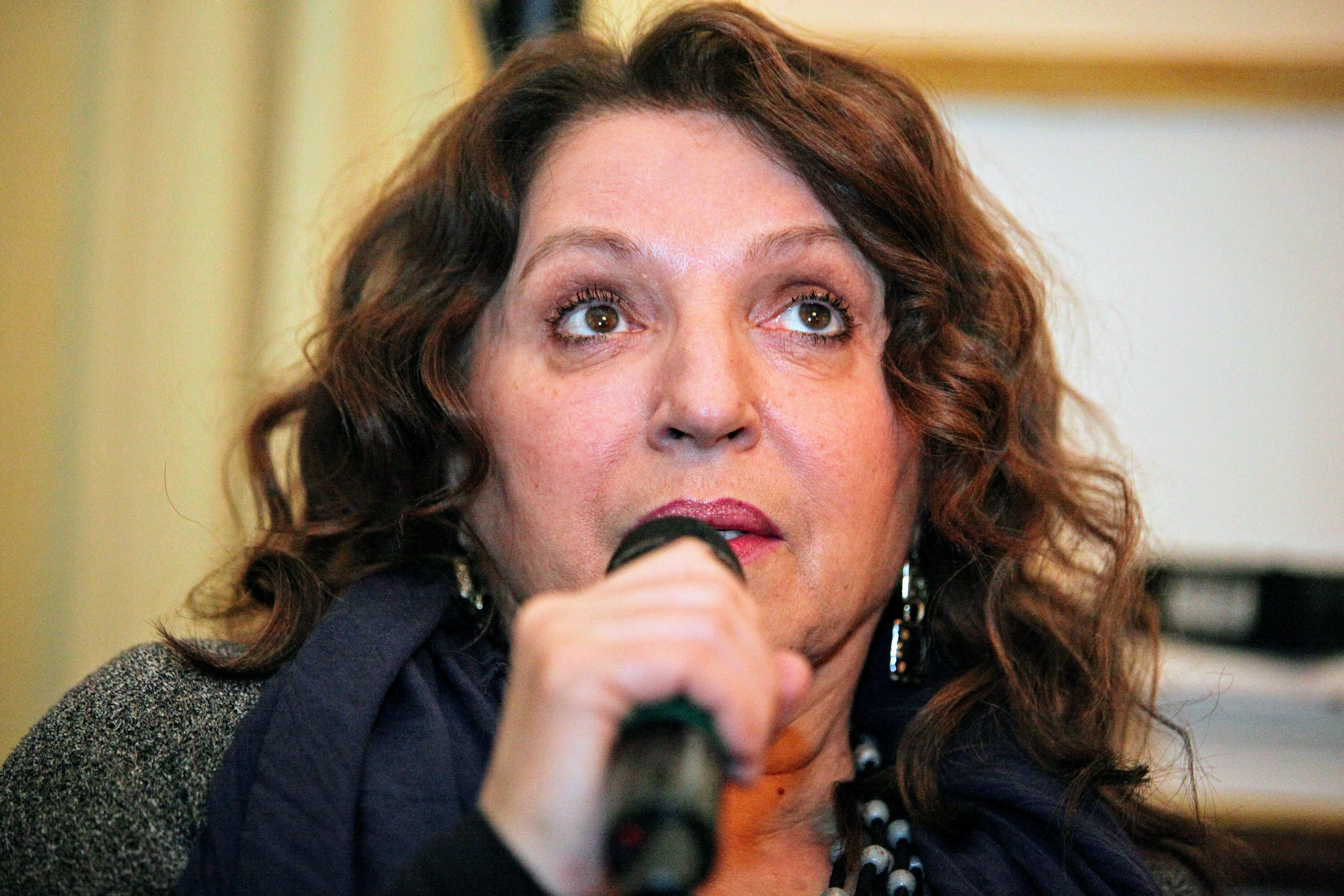
Mirjana Karanović im April 2017 beim GoEast – Festival des mittel- und osteuropäischen Films 2015 in Wiesbaden

### Schauspielerin
- 1985: Papa ist auf Dienstreise
- 1995: Underground
- 2004: Das Leben ist ein Wunder
- 2005: Go West
- 2006: Esmas Geheimnis – Grbavica
- 2006: Das Fräulein
- 2007: Blodsbånd
- 2008: Memory Full
- 2010: Zwischen uns das Paradies

### Regie und Drehbuch
- 2016: Dobra žena